# Brochów-Kolonia
Brochów-Kolonia [ˈbrɔxuf kɔˈlɔɲa] est un village polonais de la gmina de Brochów dans le powiat de Sochaczew et dans la voïvodie de Mazovie.